# Domee Shi
Domee Shi (/ˈdoʊmi/; xinès simplificat: 石之予, pinyin: Shí Zhīyú; Chongqing, Sichuan, 8 de setembre de 1989) és una animadora, directora i guionista xinesa-canadenca. Des del 2011 treballa per a Pixar, contribuint com a dibuixant de guions il·lustrats per a diverses pel·lícules com Del revés (2015), Els increïbles 2 (2018) o Toy Story 4 (2019). Shi va dirigir el curtmetratge Bao el 2018 i el llargmetratge Red el 2022, convertint-se en la primera dona a dirigir un curtmetratge i després en la primera dona amb crèdits de director únic en un llargmetratge per a Pixar. Bao va guanyar un Oscar al millor curtmetratge d'animació a la 91a edició dels Premis de l'Acadèmia i va obtenir nominacions als 43è Premis Annie, als International Online Cinema Awards i al Festival de Cinema de Tribeca.

## Primers anys
Shi va néixer l'any 1989 a Chongqing, llavors capital de la província de Sichuan, i quan tenia dos anys la seva família va emigrar al Canadà. Va passar sis mesos a Terranova abans de traslladar-se a Toronto. El seu pare, que havia estat professor universitari de belles arts i pintor de paisatges a la Xina, la va influir en el coneixement de les arts. Shi explica que es va inspirar en la personalitat de la seva mare quan va dirigir Bao. Com ella mateixa recorda, "La meva mare xinesa sempre s'assegurava que mai no m'allunyés massa lluny, que estigués fora de perill". Durant la seva infància, Shi va veure moltes pel·lícules de l'Studio Ghibli i Disney, que la van introduir al cinema i l'animació asiàtics.
Quan era estudiant de secundària, Shi mirava anime, llegia manga i va ser la vicepresidenta del club d'anime del seu institut. Es va unir a comunitats d'art en línia i va penjar les seves obres de fan art a la comunitat en línia DeviantArt. Aquesta primera exposició dins d'un entorn de persones afins la va ajudar a establir una xarxa amb altres artistes. "Podria seguir artistes i els podria enviar per correu electrònic. Abans, havíeu d'estar a Califòrnia o conèixer un noi que fos amic d'aquest altre noi que treballava a Disney o alguna cosa així", va dir Shi. Aquesta experiència la va animar a matricular-se al Sheridan College de Toronto per a la seva educació postsecundària.
A Sheridan, Shi va estudiar animació i es va graduar l'any 2011. Durant el seu segon any a Sheridan es va inscriure a un curs impartit per Nancy Beiman. Duranta el seu darrer any a Sheridan va crear un curtmetratge com a tasca acadèmica. L'any 2009, va fer les pràctiques de clean-up artist, intercaladora, dibuixant de guions il·lustrats i animació a l'estudi Chuck Gammage Animation de Toronto.

## Carrera
Després de graduar-se, Shi va treballar breument com a professora de dibuixos animats amb èmfasi en el disseny de personatges i la creació de còmics. L'any 2011 va acceptar unes pràctiques de tres mesos a Pixar com a dibuixant d'storyboards. Aquest va ser el seu segon intent, després d'haver estat rebutjada inicialment per l'estudi d'animació i altres estudis, com Disney o DreamWorks. Shi va escriure una sèrie de còmics web animats titulada My Food Fantasies el 2014, en què va dibuixar situacions extravagants relacionades amb el menjar. Més tard, Shi va dir que va desenvolupar el seu interès per escriure històries sobre menjar mentre feia My Food Fantasies. El primer llargmetratge en què va treballar amb Pixar va ser Inside Out (2015), en el qual va exercir de dibuixant d'storyboards. Després de treballar breument a The Good Dinosaur, Shi va començar a treballar a Toy Story 4 el 2015. També va dibuixar guions per a la pel·lícula del 2018 Els increïbles 2, on va treballar en una seqüència amb els personatges Jack-Jack i Edna Mode.

### Direcció
Shi va desenvolupar el curtmetratge Bao es va desenvolupar com un projecte secundari abans i durant el treball a temps complet a Inside Out. Finalment va presentar Bao, juntament amb altres dos projectes, al seu mentor, Pete Docter, i a Pixar per demanar suport. Bao va ser aprovat el 2015, fent de Shi la primera dona a dirigir un curtmetratge per a l'estudi. El curt, de vuit minuts, va debutar al Festival de Cinema de Tribeca del 2018, on va precedir Els Increïbles 2 als cinemes. Shi va guanyar l'Oscar al millor curtmetratge d'animació del 2019 per Bao.
A finals de 2018, Shi va confirmar que estava treballant en una pel·lícula a l'estudi, film que en aquell moment encara estava en les primeres etapes de desenvolupament, amb la història encara en procés. Va afirmar que estava "molt emocionada de jugar en aquest nou format de pel·lícula de 90 minuts". El 9 de desembre de 2020, la pel·lícula de Shi es va anunciar amb el títol Turning Red. Originalment estava previst que s'estrenés als cinemes l'11 de març de 2022 però, a causa de l'augment dels casos de la variant Òmicron del SARS-CoV-2, es va presentar directament a la plataforma Disney+ la mateixa data.

## Influències
Shi està influenciada per l'art del seu pare, ja que va ser el seu professor d'art mentre creixia. En una entrevista a Now Magazine, Shi va manifestar que a l'hora de crear Bao s'havia inspirat en les pel·lícules d'animació japonenes My Neighbors the Yamadas (1999) i El viatge de Chihiro (2001), produïdes totes dues per l'estudi Ghibli.
Shi diu que la majoria de les seves idees provenen de cultures específiques que l'envolten. Considera que el públic va començar a apreciar altres històries amb diferents referents culturals després de Sanjay's Super Team i Coco i creu que és important recórrer a diverses fonts i antecedents per dotar una pel·lícula de singularitat.

## Filmografia
Font:

### Llargmetratges
| Any  | Títol original    | Títol en català  | Direcció | Guió | Guió il·lustrat | Altre | Notes                |
| ---- | ----------------- | ---------------- | -------- | ---- | --------------- | ----- | -------------------- |
| 2015 | Inside Out        | Del revés        | No       | No   | Sí              | No    |                      |
| 2015 | The Good Dinosaur | El viatge d'Arlo | No       | No   | Sí              | No    |                      |
| 2018 | The Incredibles 2 | Els increïbles 2 | No       | No   | Additional      | No    |                      |
| 2019 | Toy Story 4       | Toy Story 4      | No       | No   | Sí              | Sí    | Equip creatiu sènior |
| 2020 | Onward            | Onward           | No       | No   | No              | Sí    | Equip creatiu sènior |
| 2020 | Soul              | Soul             | No       | No   | No              | Sí    | Equip creatiu sènior |
| 2021 | Luca              | Luca             | No       | No   | No              | Sí    | Equip creatiu sènior |
| 2022 | Turning Red       | Red              | Sí       | Sí   | No              | Sí    | Equip creatiu sènior |
| 2022 | Lightyear         | Lightyear        | No       | No   | No              | Sí    | Equip creatiu sènior |

### Curtmetratges
| Any  | Títol   | Direcció | Guió | Guió il·lustrat | Altre | Notes                          |
| ---- | ------- | -------- | ---- | --------------- | ----- | ------------------------------ |
| 2018 | Bao     | Sí       | Sí   | Sí              | No    |                                |
| 2019 | Purl    | No       | No   | No              | Sí    | Veu de les senyores d'oficina  |
| 2019 | Kitbull | No       | No   | No              | Sí    | Story Trust de Rosana Sullivan |

## Premis i nominacions
Domme Shi va estar nominada l'any 2016 als Premis Annie en la categoria d'storyboarding en una producció de llargmetratges d'animació, per la seva feina a la pel·lícula Al revés. Dos anys més tard, el seu curtmetratge Bao va estar nominada al Premi Halfway dels International Online Cinema Awards i al Festival de Cinema de Tribeca al millor curt narratiu. Finalment, Bao va obtenir l'Oscar al millor curtmetratge d'animació el 2019.